# Dastar

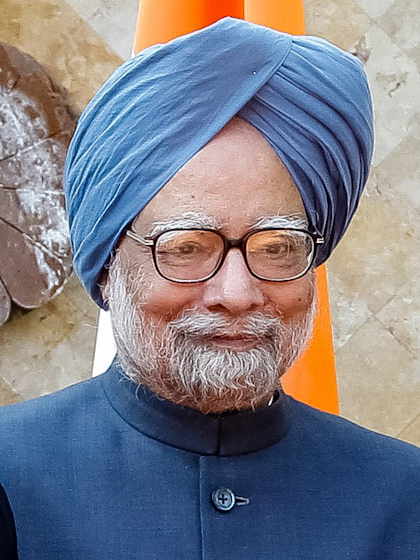
Manmohan Singh, l'ancien Premier ministre de l'Inde, portant un dastar (2012).

Le Dastar est le turban porté par les hommes de confession sikh qui suivent la règle des Cinq K. Ces sikhs ont reçu l'Amrit Sanskar, le baptême sikh qui intronise tout croyant dans l'ordre du khalsa. Le turban permet de tenir les longs cheveux du sikh, qu'il ne coupe jamais, selon la règle du Kesh, par respect pour la perfection de la création de Dieu. Il contient le Kangha, un peigne en bois symbolisant le fait que le sikh prend soin de ses cheveux.
Le turban de couleur orange safran est en particulier associé au courage, au sacrifice et au martyre.

## Légalité du Dastar
Dans l'histoire récente, le port du Dastar est entré en conflit avec des lois ou règlements.

### Royaume-Uni

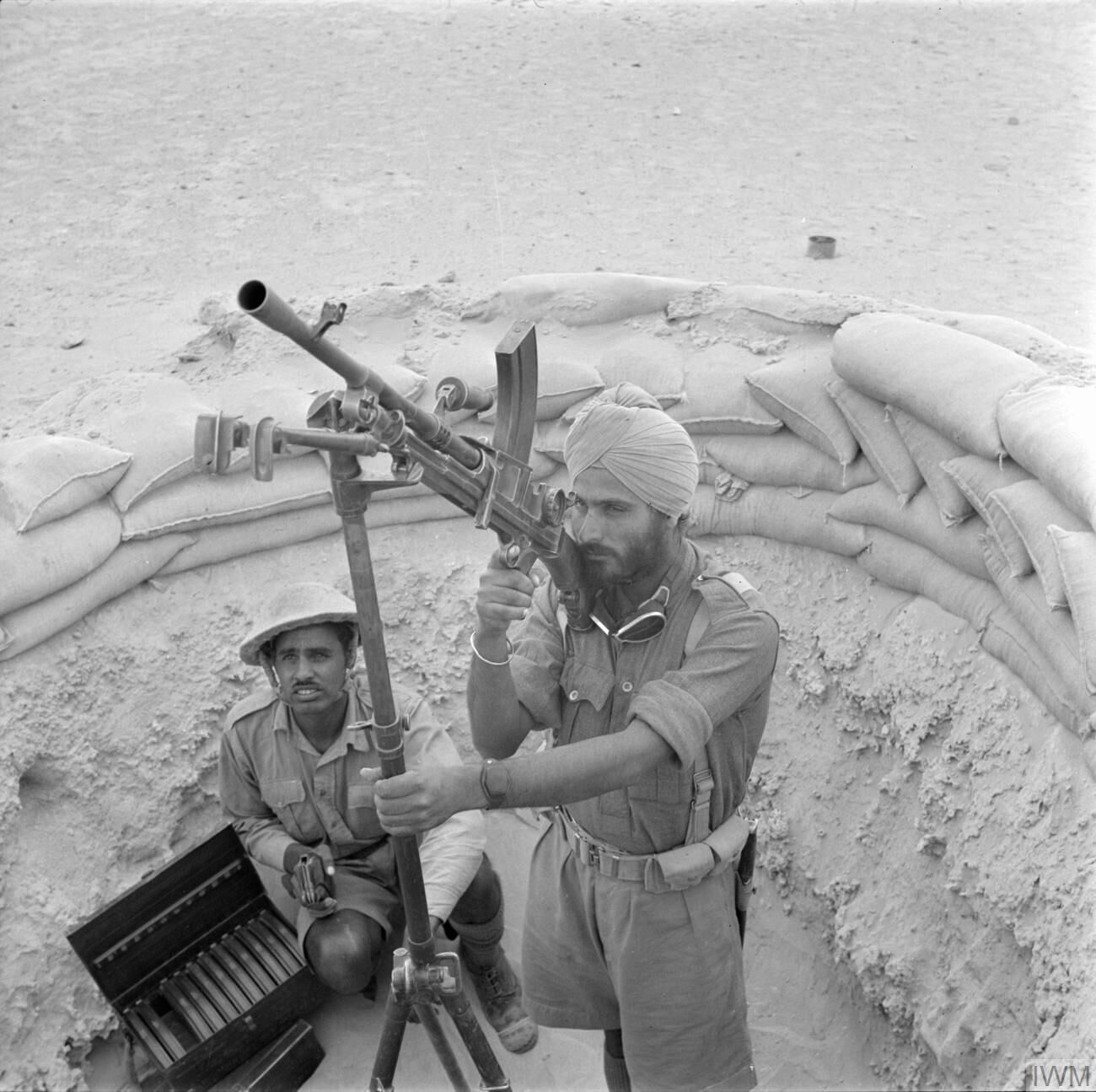
Une mitrailleuse Bren servie par un soldat Sikh qui ne porte pas le casque. Le chargeur de l'arme porte, lui, un casque Brodie.

Les soldats Sikh des troupes britanniques des deux guerres mondiales ont refusé de porter le casque.
En 1982, au Royaume-Uni, le directeur d'une école de Birmingham refuse à un élève l'entrée de son école. La décision de la Cour suprême Mandla v. Dowell Lee conduit à la création du terme ethnoreligieux au Royaume-Uni.

### Canada
À partir du 12 avril 2018, le port du Dastar est autorisé à moto dans l'Alberta. Cet État rejoint le Manitoba et la Colombie-Britannique qui l'autorisaient déjà. Le 18 octobre, c'est au tour de l'Ontario de l'autoriser.